# パロンベ
パロンベ（Phalombe）はマラウイの町である。パロンベ県の県都である。

## 概要
この町の場所は、ムランジェ山を分断するフォート・リスター・ガップ (Fort Lister Gap) と呼ばれる峡谷の下に位置している。そのためこの土地は鉄砲水がしばしば発生し、雨季には特に被害を受けやすい。近年に最も壊滅的な被害を受けたのは1991年であり、その時には町が2 - 3メートルの高さの泥層で埋め尽くされ、数百人の死亡者が発生した。現在、町には被災者を記憶し追悼するための慰霊碑が建てられている。
また、町から5キロメートルの場所にあるカトリック教会は、教会と聖家族病院 (Holy Family Hospital) から成り立っている。この病院は、地元とNGOのオランダ・メミーサ (Dutch Memisa) が共同で運営を行い、医療スタッフとしてオランダの熱帯専門医や地元の医師が勤務している。また、この病院には大規模な看護学校が併設されている。
なお、この都市はムランジェから40キロほど北東にある。ムランジェからパロンベまでの道路は現在改善中であり、舗装を行っている。
人口統計
| 年   | 人口  |
| ---- | ----- |
| 1998 | 2,592 |
| 2008 | 3,058 |